# Etmopterus evansi
 Etmopterus evansi  ist eine Art der Gattung Etmopterus innerhalb der Laternenhaie (Etmopterinae; auch als Familie Etmopteridae eingestuft). Etmopterus evansi erreicht eine Körperlänge von etwa 25 Zentimeter bei einer Maximallänge von mindestens 30 Zentimeter. Das Verbreitungsgebiet dieser Art umfasst Teile im Südwest-Pazifik vor der Küste Nordwest-Australiens und Indonesiens in der Arafurasee.

## Aussehen und Merkmale
Etmopterus evansi ist ein kleiner Hai mit einer bekannten Körperlänge von etwa 25 Zentimeter bei einer Maximallänge von mindestens 30 Zentimeter. Er hat einen für die Laternenhaie typischen langgestreckten Körper mit einem langen und zugleich breiten und oberseits abgeflachten Kopf. Die Körperfarbe ist hellbraun und einer dunkleren Unterseite. Er besitzt schwarze Zeichnungen hinter den Analflossen, am Schwanzstiel und am zentralen und oberen Teil der Schwanzflosse. Außerdem besitzt er die für die Laternenhaie typischen Leuchtorgane an der Bauchseite.
Er besitzt keine Afterflosse und zwei Rückenflossen mit den ordnungstypischen Stacheln vor den Rückenflossen. Die erste Rückenflosse beginnt weit hinter den Brustflossen und ist kleiner und flacher als die zweite und besitzt einen kleinen Dorn während der Dorn der zweiten Rückenflosse kräftig ausgebildet und so hoch wie die Flosse ist. Wie alle Arten der Familie besitzen die Tiere fünf Kiemenspalten und haben ein Spritzloch hinter dem Auge.

## Verbreitung

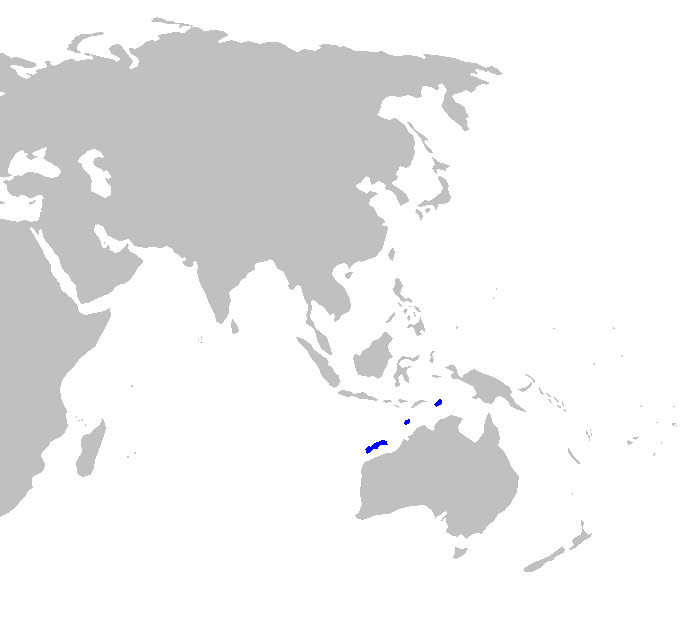
Verbreitungsgebiet von Etmopterus evansi

Das Verbreitungsgebiet dieser Art umfasst Teile im Südwest-Pazifik vor der Küste Nordwest-Australiens und Indonesiens in der Arafurasee. Hier ist er aus Tiefen von 430 bis 550 Metern bekannt.

## Lebensweise
Etmopterus evansi lebt im Bereich von Sandbänken und Riffen des Kontinentalschelfs. Wie andere Haie ernährt er sich räuberisch, wahrscheinlich von kleineren Fischen und wirbellosen Tieren. Über seine Lebensweise liegen nur wenig Daten vor.
Er ist wie andere Arten der Ordnung lebendgebärend (ovovivipar).

## Gefährdung
Etmopterus evansi wird in der Roten Liste der IUCN als nicht gefährdet gelistet. Er hat als Speisefisch keine Bedeutung und wird entsprechend nicht gezielt befischt.

## Belege
1. 1 2  Etmopteridae.: Lantern sharks. In: Compagno et al. 2004.
2. ↑  Etmopterus evansi in der Roten Liste gefährdeter Arten der IUCN 2024.1. Eingestellt von: Kyne, P.M. & Cavanagh, R.D., 2015. Abgerufen am 14. Oktober 2024.